# San Lorenzo Ruiz
San Lorenzo Ruiz (Imelda) ist eine philippinische Stadtgemeinde in der Provinz Camarines Norte. Sie hat 14.063 Einwohner (Zensus 1. August 2015). Auf dem Gemeindegebiet liegen Teile des Naturschutzgebietes Abasig-Matogdon Mananap Natural Biotic Area.

## Baranggays
San Lorenzo Ruiz ist politisch in zwölf Baranggays unterteilt.
- Daculang Bolo
- Dagotdotan
- Langga
- Laniton
- Maisog
- Mampurog
- Manlimonsito
- Matacong (Pob.)
- Salvacion
- San Antonio
- San Isidro
- San Ramon